# Rhabdatomis pueblae
Rhabdatomis pueblae là một loài bướm đêm thuộc phân họ Arctiinae, họ Erebidae.